# Шадда

Шадда над умовною літерою

Ша́дда (араб. شَدَّة‎, šaddah, «(знак) емфази») або ташдід (араб. تشديد) — один із арабських діакритичних знаків (харакат), який використовують для позначення довгого (подвоєного) приголосного. Шадда схожа на латинське «w», її пишуть над приголосною, яка є подвоєною. Іноді шадду вживають у тексті без голосних, аби уникнути двозначності. Наприклад: دّ /dd/; مدرسة (madrasah) школа — مدرّسة (mudarrisah) вчителька. 
Шадда є точним відповідником подвоєння приголосного в кирилиці чи латиниці, що відображено в латинізації арабської: رُمَّان = rummān «гранат».

## В юнікоді
| Юнікод         | U+0651        |
| Ім'я в юнікоді | ARABIC SHADDA |
| HTML           | немає         |
| ISO 8859-6     | немає         |